# 김소영 (영화 평론가)
김소영(金素榮, 1961년 ~ )은 대한민국의 영화학자, 영화 평론가, 대학 교수 및 영화감독이다.

## 생애
서강대학교 영문학과 졸업 후, 뉴욕 주립 대학교 버펄로에서 매체학과 석사를 취득하고, 뉴욕대학교에서 영화이론학 박사를 수료했다. 한국영화아카데미 1기. 한국예술종합학교 영상원 교수로 재직 중이다.

## 이력
- 인터 아시아 문화연구 편집위원, 독일 세계예술아카데미 회원
- 트랜스아시아 영상문화 연구소 소장
- 캘리포니아 대학교 어바인에서 한국 영화사 수업(최초), 캘리포니아 대학교 버클리, 듀크 대학교, 싱가포르 국립 대학교 강의
- 제1회 고정희상 수상, 들꽃 영화상 수상
- 2004년 부산국제영화제 뉴커런츠 심사위원
- 서울국제여성영화제 1회 프로그램 디렉터, 전주국제영화제 1회 프로그래머, 2014년 서울국제여성영화제 공동집행위원장
- 중국영화포럼 자문위원

## 저서
- Korean Cinema in Global Contexts: Postcolonial Phantom,Blockbuster,Trans-Cinema, (Amsterdam Univ. Press,2022)
- Geo-Spatiality in Asian and Oceanic Literature, (Springer,2022) , Co-editor
- 《한국영화, 세계와 마주치다》. 현실문화. 2018년. (공저)
- 《동아시아 지식인의 대화》. 현실문화. 2018년. (공저)
- 《파국의 지도: 한국이라는 영화적 사태》. 현실문화. 2014년.
- Inter-Asia Cultural Studies, special issue editor
- 《근대의 원초경》. 현실문화. 2010년.
- 《한국영화 최고의 10경》. 현실문화. 2010년.
- <한국형 블록버스터>
- 《근대성의 유령들: 판타스틱 한국 영화》. 씨앗을뿌리는사람. 2000년.
- 《영화 리뷰》. 한겨레신문사. 1997년.
- 《시네마, 테크노문화의 푸른 꽃》. 열화당. 1996년.
- 《시네 페미니즘: 대중영화 꼼꼼히 읽기》. (엮음)
- 《헐리우드 프랑크푸르트》. (엮음)
- 《트랜스-아시아 영상문화》. (엮음)
- 《Electronic Elsewheres. Media, Technology, and the Experience of Social Space.》. (공저) Univ Of Minnesota Press. 2010년.

## 작품 활동
- 《굿바이 마이 러브 NK: 붉은 청춘》. 2017년.
- 《고려 아리랑: 천산의 디바》. 2016년.
- 《도시를 떠돌다》. 2015년.
- 《김 알렉스의 식당: 안산-타슈켄트》. 2014년.
- 《눈의 마음: 슬픔이 우리를 데려가는 곳》. 2014년.
- 《경》. 2009년.
- 《원래, 여성은 태양이었다: 신여성의 퍼스트 송》. 2004년.
- 《이공》. 2003년.
- 《황홀경》. 2003년.
- 《질주환상》. 2003년.
- 《거류》. 2000년.
- 《작은 풀에도 이름이 있으니》. 1991년.
- 《푸른 진혼곡》. 1987년.
- 《겨울환상》. 1985년.

## 전시 참여
- 《신여성 도착하다》. 국립현대미술관 덕수궁관. 2018년.
- 《공동의 리듬, 공동의 몸》. 일민미술관. 2017년.